# Gazeta das Damas
Gazeta das Damas fue un periódico portugués creado el 29 de noviembre de 1822, por Caetano António de Lemos.

## Historia
Se publicaba semanalmente, cada martes y viernes, y estaba escrito principalmente por tres colaboradoras anónimas, que firmaban con los seudónimos Uma Senhora Portuguesa, Semiramis y Uma Outra Anónima, entre otros nombres. A diferencia de otras publicaciones de la época, donde los temas dirigidos a un público femenino versaban esencialmente sobre las tareas domésticas, la moda, las historias románticas, las bodas, los bailes u otros eventos sociales, además de estos temas, la revista de Lisboa también publicaba artículos con el carácter "formativo, intención edificante e intervencionista" de educar a las mujeres portuguesas sobre la política, los negocios y la importancia de la educación, convirtiéndose en uno de los primeros en Portugal en adoptar un discurso feminista.
Debido al poco apoyo del público femenino alfabetizado y a las críticas de los lectores más conservadores, la revista cesó su actividad en el mismo año de su creación.

## Publicaciones
- 2023, Diana Tavares da Silva, A Gazeta das Damas (1822) e o estatuto ambíguo da cidadania feminina na 1ª metade do século XIX Revista da História das Ideais, Vol. 41, 2ª serie, p. 117-140